# Luis Ravaschino
Luis Alfonso Ravaschino (Buenos Aires, 15 de enero de 1903 – 30 de marzo de 1988) fue un futbolista y director técnico argentino.

## Carrera
Debutó en Independiente, ante Estudiantes de Buenos Aires por la primera fecha del campeonato del año 1923. Luis Ravaschino jugó 207 partidos oficiales en el club de Avellaneda, y marcó 102 goles en el fútbol amateur vistiendo la camiseta de Independiente. Él formó la histórica delantera de Independiente compuesta por Zoilo Canavery, Alberto Lalín, Manuel Seoane, y Raimundo Orsi.
Fue el máximo goleador del torneo de Primera División 1924, marcando un total de 15 goles.
También jugó en el fútbol profesional disputando 78 partidos, y marcando 34 goles para el club de Avellaneda donde fue subcampeón en 1932. Fue el primer jugador de Independiente en marcar un gol en el profesionalismo frente a Argentinos Juniors, el partido finalizó 1 a 1.
Luis Ravaschino también vistió la camiseta de la Selección Argentina.

## Campeonatos
En el fútbol amateur, jugando para Independiente, Luís Ravaschino ganó los campeonatos: Copa Competencia Asociación Amateur 1923, Copa Competencia Asociación Amateur 1924, Primera división Asociación Amateur 1926 (campeonato invicto).
En 1935 pasa al Club Atlético Lanús donde termina su carrera como futbolista.  
En la década de 1940 y 1950, Luís Ravaschino fue el director técnico de Club Atlético Banfield.

## Enlaces
http://aquichacaritahistorial.wordpress.com/1931-profecionalismo/
- Datos: Q777173
- Multimedia: Luis Ravaschino / Q777173